# Liste der Staatsoberhäupter 1893
Übersicht
◄◄ | ◄ | 1889 | 1890 | 1891 | 1892 | Liste der Staatsoberhäupter 1893 | 1894 | 1895 | 1896 | 1897 | ► | ►►

Weitere Ereignisse

## Afrika
- Ägypten (Teil des Osmanischen Reichs)
  - Khedive: Abbas II. (1892–1914)

- Äthiopien
  - Staats- und Regierungschef: Kaiser Menelik II. (1889–1913)

- Buganda
  - Kabaka: Mwanga II. (1884–1888, 1889–1897)

- Bunyoro
  - Omukama: Kabalega (1869–1898)

- Burundi
  - König: Mwezi IV. Gisabo (1850–1908)

- Dahomey
  - König: Behanzin (1889–1894)

- Liberia
  - Staats- und Regierungschef: Präsident Joseph James Cheeseman (1892–1896)

- Marokko
  - Sultan: Mulai al-Hassan I. (1873–1894)

- Ruanda
  - König: Kigeri IV. (1853–1895)

- Kalifat von Sokoto
  - Kalif: 'Abdul-Rahman (1891–1902)

- Südafrikanische Republik
  - Staats- und Regierungschef: Präsident Paul Kruger (1883–1900)

- Sudan
  - Kalif: Abdallahi ibn Muhammad (1846–1899)

- Zulu
  - König: Dinizulu ka Cetshwayo (1884–1913)

## Amerika

### Nordamerika
- Kanada
  - Staatsoberhaupt: Königin: Victoria (1867–1901)
    - Generalgouverneur:
      - Lord Frederick Arthur Stanley (1888–1893)
      - John Campbell Hamilton-Gordon, 7. Earl of Aberdeen (1893–1898)

  - Regierungschef: Premierminister: Sir John Thompson (1892–1894)

- Mexiko
  - Staats- und Regierungschef: Präsident: Porfirio Díaz (1876, 1877–1880, 1884–1911)

- Vereinigte Staaten von Amerika
  - Staats- und Regierungschef:
    - Präsident: Benjamin Harrison (1889–4. März 1893)
    - Präsident: Grover Cleveland (1885–1889, 4. März 1893–1897)

### Mittelamerika
- Costa Rica
  - Staats- und Regierungschef: Präsident José Joaquín Rodríguez Zeledón (1890–1894)

- Dominikanische Republik
  - Staats- und Regierungschef: Präsident: Ulises Heureaux (1882–1884, 1887–1889, 1889–1899)

- El Salvador
  - Staats- und Regierungschef: Präsident Carlos Ezeta (1890–1894)

- Guatemala
  - Staats- und Regierungschef: Präsident José María Reina Barrios (1892–1898)

- Haiti
  - Staats- und Regierungschef: Präsident Florvil Hyppolite (1889–1896)

- Honduras
  - Staats- und Regierungschef:
    - Präsident: Ponciano Leiva (1874–1876, 1891–7. August 1893)
    - Präsident: Domingo Vásquez (7. August 1893–1894)

- Nicaragua
  - Staats- und Regierungschef:
    - Präsident Roberto Sacasa (1889–1891, 1891–11. Juli 1893)
    - Präsident Salvador Machado (11. Juli 1893–15. Juli 1893)
    - Präsident Joaquín Zavala (15. Juli 1893–25. Juli 1893)
    - Präsident José Santos Zelaya (25. Juli 1893–1909)

### Südamerika
- Argentinien
  - Staats- und Regierungschef: Präsident: Luis Sáenz Peña (1892–1895)

- Bolivien
  - Staats- und Regierungschef: Präsident: Mariano Baptista (1892–1896)

- Brasilien
  - Staats- und Regierungschef: Präsident: Floriano Peixoto (1891–1894)

- Chile
  - Staats- und Regierungschef: Präsident: Jorge Montt (31. August 1891–1896)

- Ecuador
  - Staats- und Regierungschef: Präsident Luis Cordero Crespo (1892–1895)

- Kolumbien
  - Staats- und Regierungschef: Präsident Rafael Núñez (1880–1882, 1884–1886, 1892–1894)

- Paraguay
  - Staats- und Regierungschef: Präsident Juan Gualberto González (1890–1894)

- Peru
  - Staats- und Regierungschef: Präsident Remigio Morales Bermúdez (1890–1894)

- Uruguay
  - Staats- und Regierungschef: Präsident Julio Herrera y Obes (1890–1894)

- Venezuela
  - Staats- und Regierungschef: Präsident Joaquín Crespo (1892–1898)

## Asien
- Abu Dhabi

Staatsoberhaupt: Emir Zayed I. (1855–1909)
- Adschman
  - Scheich: Humaid II. (1891–1900)

- Afghanistan
  - Herrscher: Emir Abdur Rahman Khan (1880–1901)

- Bahrain
  - Staatsoberhaupt: Emir Isa I. (1869–1932)

- China (Qing-Dynastie)
  - Herrscher: Kaiser Guangxu (1875–1908)

- Britisch-Indien
  - Staatsoberhaupt: Kaiserin: Victoria (1877–1901)
  - Vizekönig: Henry Petty-FitzMaurice (1888–1894)

- Japan
  - Kaiser: Mutsuhito (1867–1912)
  - Regierungschef: Premierminister Itō Hirobumi (1885–1888, 1892–31. August 1896, 1898)

- Korea
  - Herrscher: Kaiser Gojong (1864–1897)

- Kuwait
  - Staatsoberhaupt: Emir Muhammad (1892–1896)

- Nepal
  - Staatsoberhaupt: König Prithvi (1881–1911)
  - Regierungschef: Ministerpräsident Bir Shamsher Jang Bahadur Rana (1885–1901)

- Oman
  - Staatsoberhaupt: Sultan Faisal ibn Turki (1888–1913)

- Persien (Kadscharen-Dynastie)
  - Staatsoberhaupt: Schah: Naser od-Din Schah (1848–1896)

- Thailand
  - Staatsoberhaupt: König: Chulalongkorn (1868–1910)

## Australien und Ozeanien
- Australien
  - Staatsoberhaupt: Königin Victoria
  - New South Wales
    - Gouverneur:
      1. Victor Child-Villiers, 7. Earl of Jersey (1891 bis 2. März 1893)
      2. Sir Robert Duff (29. Mai 1893 bis 1895)

    - Premierminister: George Dibbs (1891–1894 [3. Amtszeit])

  - Queensland
    - Gouverneur: Henry Norman (1889–1895)
    - Premierminister:
      1. Sir Samuel Griffith (1890 bis 27. März 1893 [2. Amtszeit])
      2. Sir Thomas McIlwraith (27. März bis 27. Oktober 1893 [2. Amtszeit])
      3. Hugh Nelson (27. Oktober 1893 bis 1898)

  - South Australia
    - Gouverneur: Algernon Keith-Falconer, 9. Earl of Kintore (1889–1895)
    - Premierminister:
      1. John Downer (1892 bis 16. Juni 1893 [2. Amtszeit])
      2. Charles Kingston (16. Juni 1893 bis 1899)

  - Tasmanien
    - Gouverneur: Jenico Preston, 14. Viscount Gormanston (8. August 1893 bis 1900)
    - Regierungschef: Premierminister Henry Dobson (1892–1894)

  - Victoria
    - Gouverneur: John Hope, 7. Earl of Hopetoun (1889–1895)
    - Premierminister:
      1. William Shiels (1892 bis 23. Januar 1893)
      2. James Patterson (23. Januar 1893 bis 1894)

  - Western Australia
    - Gouverneur: Sir William Robinson (1890–1895 [3. Amtszeit])
    - Premierminister: Sir John Forrest (1890–1901)

- Hawaii
  - Königin: Liliʻuokalani (1891–1893)

- Neuseeland
  - Staatsoberhaupt: Königin Victoria
  - Gouverneur: David Boyle, 7. Earl of Glasgow (1892–1897)
  - Regierungschef: Premierminister:
    - John Ballance (1891 bis 27. April 1893)
    - Richard Seddon (27. April 1893 bis 1906)

- Tonga
  - Staatsoberhaupt: König
    - George Tupou I. (1875 bis 18. Februar 1893)
    - George Tupou II. (18. Februar 1893 bis 1918)

## Europa
- Andorra
  - Co-Fürsten:
    - Staatspräsident von Frankreich: Marie François Sadi Carnot (1887–1894)
    - Bischof von Urgell: Salvador Casañas i Pagès (1879–1901)

- Belgien
  - Staatsoberhaupt: König Leopold II. (1865–1909)
  - Regierungschef: Ministerpräsident Auguste Beernaert (1884–1894)

- Bulgarien
  - Fürst: Ferdinand I. (1887–1918) (ab 1908 Zar)

- Dänemark
  - Staatsoberhaupt: König: Christian IX. (1863–1906)
  - Regierungschef: Ministerpräsident Jacob Brønnum Scavenius Estrup (1875–1894)

- Deutsches Reich
  - Kaiser: Wilhelm II. (1888–1918)
    - Reichskanzler: Leo Graf von Caprivi (1890–1894)

  - Anhalt
    - Herzog: Friedrich I. (1871–1904)
      - Staatsminister: Kurt von Koseritz (1892–1902)

  - Baden
    - Großherzog: Friedrich I. (1856–1907)
      - Staatsminister: Ludwig Turban der Ältere (1876–1893)
      - Staatsminister: Wilhelm Nokk (1893–1901)

  - Bayern
    - König: Otto I. (1886–1913)
      - Regent: Prinzregent Luitpold (1886–1912)
        - Vorsitzender im Ministerrat: Friedrich Krafft Graf von Crailsheim (1890–1903)

  - Braunschweig
    - Regent: Prinz Albrecht von Preußen (1885–1906)

  - Bremen
    - Bürgermeister: Vakanz (1893)

  - Reichsland Elsaß-Lothringen
    - Kaiserlicher Statthalter: Chlodwig Fürst zu Hohenlohe-Schillingsfürst (1885–1894)
    - Staatssekretär des Ministeriums für Elsaß-Lothringen: Maximilian von Puttkamer (1887–1901)

  - Hamburg
    - Erster Bürgermeister: Johann Georg Mönckeberg (1890, 1893, 1896, 1899, 1902, 1904–1905, 1908)

  - Hessen-Darmstadt
    - Großherzog: Ernst Ludwig (1892–1918)
      - Präsident des Gesamtministeriums: Jakob Finger (1884–1898)

  - Lippe
    - Fürst: Woldemar (1875–1895)

  - Lübeck
    - Erster Bürgermeister: Arthur Gustav Kulenkamp (1881–1882, 1885–1886, 1889–1890, 1893–1894)

  - Mecklenburg-Schwerin
    - Großherzog: Friedrich Franz III. (1883–1897)
      - Präsident des Staatsministeriums: Alexander von Bülow (1886–1901)

  - Mecklenburg-Strelitz
    - Großherzog: Friedrich Wilhelm (1860–1904)
      - Staatsminister: Friedrich von Dewitz (1885–1907)

  - Oldenburg
    - Großherzog: Nikolaus Friedrich Peter (1853–1900)
      - Staatsminister: Günther Jansen (1890–1900)

  - Preußen
    - König: Wilhelm II. (1888–1918)
      - Ministerpräsident: Botho Graf zu Eulenburg (1892–1894)

  - Reuß ältere Linie
    - Fürst: Heinrich XXII. (1859–1902)

  - Reuß jüngere Linie
    - Fürst: Heinrich XIV. (1867–1913)

  - Sachsen
    - König: Albert (1873–1902)
      - Vorsitzender des Gesamtministeriums: Hans von Thümmel (1891–1895)

  - Sachsen-Altenburg
    - Herzog: Ernst I. (1853–1908)

  - Sachsen-Coburg und Gotha
    - Herzog: Ernst II. (1844–1893)
    - Herzog: Alfred (1893–1900)
      - Staatsminister: Karl Friedrich von Strenge (1891–1900)

  - Herzogtum Sachsen-Meiningen
    - Herzog: Georg II. (1866–1914)

  - Sachsen-Weimar-Eisenach
    - Großherzog: Carl Alexander (1853–1901)

  - Schaumburg-Lippe
    - Fürst: Adolf I. Georg (1860–1893)
    - Fürst: Georg (1893–1911)

  - Schwarzburg-Rudolstadt
    - Fürst: Günther Victor (1890–1918)

  - Schwarzburg-Sondershausen
    - Fürst: Karl Günther (1880–1909)

  - Waldeck und Pyrmont (seit 1968 durch Preußen verwaltet)
    - Fürst: Georg Viktor (1845–1893)
    - Fürst: Friedrich (1893–1918)
    - Preußischer Landesdirektor: Johannes von Saldern (1886–1907)

  - Württemberg
    - König: Wilhelm II. (1891–1918)
      - Präsident des Staatsministeriums: Hermann von Mittnacht (1876–1900)

- Frankreich
  - Staatsoberhaupt: Präsident: Marie François Sadi Carnot (1887–1894)
  - Regierungschef:
    - Präsident des Ministerrates Alexandre Ribot (1891–4. April 1893)
    - Präsident des Ministerrates Charles Dupuy (4. April 1893–3. Dezember 1893, 1894—1895, 1898–1899)
    - Präsident des Ministerrates Jean Casimir-Perier (1893–30. Mai 1894)

- Griechenland
  - Staatsoberhaupt: König: Georg I. (1863–1913)
  - Regierungschef:
    - Ministerpräsident Charilaos Trikoupis  (1875, 1877–1878, 1878, 1880, 1882–1885, 1886–1890, 1992–15. Mai 1993, 1893–1895)
    - Ministerpräsident Sotirios Sotiropoulos (15. Mai 1893–11. November 1893)
    - Ministerpräsident Charilaos Trikoupis  (1875, 1877–1878, 1878, 1880, 1882–1885, 1886–1890, 1992–1993, 11. November 1893–1895)

- Italien
  - Staatsoberhaupt: König: Umberto I. (1878–1900)
  - Regierungschef: 
    - Ministerpräsident Giovanni Giolitti (1892–15. Dezember 1893, 1903–1905, 1906–1909)
    - Ministerpräsident Francesco Crispi (1887–1891, 1893–10. März 1896)

- Luxemburg
  - Großherzog: Adolf I. (1890–1905) (1839–1866 Herzog von Nassau)
  - Regierungschef: Premierminister Paul Eyschen (1888–1915)

- Monaco
  - Fürst: Albert I. (10. September 1889–1922)

- Montenegro
  - Fürst: Nikola I. Petrović Njegoš (1860–1918) (ab 1910 König)

- Neutral-Moresnet
  - König von Belgien: Leopold II. (1865–1909)
  - König von Preußen: Wilhelm II. (1888–1918)

- Niederlande
  - Staatsoberhaupt: Königin: Wilhelmina (1890–1948)
  - Regierungschef: 
    - Ministerpräsident Gijsbert van Tienhoven (1891–Mai 1894)

- Norwegen (1814–1905 Personalunion mit Schweden)
  - Staatsoberhaupt: König: Oskar II. (1872–1905)
  - Regierungschef: 
    - Ministerpräsident Johannes Steen (1891–1893, 1898–1902)
    - Ministerpräsident Emil Stang (1889–1891, 1893–1895)

- Osmanisches Reich:
  - Staatsoberhaupt: Sultan: Abdülhamid II. (1876–1909)
  - Regierungschef: Großwesir Ahmed Cevad Şakir Pascha (1891–1895)

- Österreich-Ungarn
  - Kaiser: Franz Joseph I. (1848–1916)
  - Regierungschef von Cisleithanien:
    - MinisterpräsidentEduard Taaffe (1879–11. November 1893)
    - Ministerpräsident Fürst Alfred Windisch-Grätz (11. November 1893–1895)

  - Regierungschef von Transleithanien: Ministerpräsident Sándor Wekerle (1892–1895)

- Portugal
  - Staatsoberhaupt: König: Karl I. (1889–1908)
  - Regierungschef:
    - MinisterpräsidentErnesto Rodolfo Hintze Ribeiro (1893–1897, 1900–1904, 1906)

- Rumänien
  - Staatsoberhaupt: König Karl I. (1866–1914) (bis 1881 Fürst)
  - Regierungschef: Ministerpräsident Lascăr Catargiu (1866, 1871–1876, 1889, 1891–1895)

- Russland
  - Kaiser: Alexander III. (1881–1894)

- Schweden
  - Staatsoberhaupt: König: Oskar II. (1872–1907) (1872–1905 König von Norwegen)
  - Regierungschef: Ministerpräsident Erik Gustaf Boström (1891–1900, 1902–1905)

- Schweiz[1]
  - Bundespräsident: Karl Schenk (1893)
  - Bundesrat:
    - Karl Schenk (1864–1894)
    - Adolf Deucher (1883–1912)
    - Walter Hauser (1889–1902)
    - Emil Frey (1891–1896)
    - Josef Zemp (1892–1908)
    - Adrien Lachenal (1892–1897)
    - Eugène Ruffy (1893–1900)

- Serbien
  - König: Aleksandar Obrenović (1889–1903)

- Spanien
  - Staatsoberhaupt: König: Alfons XIII. (1886–1941)
  - Regentin: Maria Christina (1885–1902)
  - Regierungschef:
    - Ministerpräsident Práxedes Mateo Sagasta (1871–1872, 1874, 1881–1883, 1885–1890 1892–1895, 1897–1899)

- Ungarn
  - König: Franz Joseph I. (1848–1916) (1848–1916 König von Böhmen, 1848–1916 Kaiser von Österreich)

- Vereinigtes Königreich
  - Staatsoberhaupt: Königin Victoria (1837–1901) (1877–1901 Kaiserin von Indien)
  - Regierungschef: Premierminister William Ewart Gladstone (1868–1874, 1880–1885, 1886, 1892–1894)